# Шамадавле Дадиани
Шамадавле Дадиани (груз. შამადავლე დადიანი; ум. 1474) — представитель грузинского княжеского рода Дадиани и эристави Одиши, исторического региона в западной Грузии, соответствующего современной Мегрелии, с 1470 года до своей смерти в 1474 году. Он был преемником Липарита I Дадиани, своего отца, и продолжил его политику по расширению автономии своего княжества от Грузинского царства, которое всё больше приближалось к своему распаду.

## Биография
Шамадавле был старшим сыном Липарита I Дадиани, после смерти которого он унаследовал титул эристави Одиши в 1470 году. Согласно сохранившимся документам, он называл себя «эриставтом эристави» («князем князей») Дадиани-Гуриели". Из этих титулов, превратившихся впоследствии в фамилии, первый (Дадиани) означал его правление в Одиши, а второй — сюзеренитет над Гурией, секундогенитурой рода Дадиани, где властвовал Мамия Гуриели, младший брат Шамадавле, а потом и его потомки. К другим его титулам относились эристави сванов и мандатурт-ухутсеси («Верховный управляющий») Имеретии.
Как и его отец и предшественник, Шамадавле способствовал окончательному распаду Грузинского царства. Липарит I Дадиани оказывал военную помощь имеретинскому царю Баграту II, стремившемуся обособиться в западной Грузии, а Шамадавле помогал тому отделить западногрузинскую церковь (Абхазский католикосат) от Мцхетского патриархата. Таким образом Грузинская церковь была расколота на две части в течение последующих четырёх столетий. Это было сделано при содействии Михаила IV, греческого патриарха Антиохии, который путешествовал по Грузии для сбора пожертвований. Он выпустил каноническое послание на грузинском языке, в котором объявил мегрельского епископа Иоакима Цаишского и Бедийского католикосом, находящемся под опекой антиохийского престола.

### Свидетельства европейцев
Рассказы о Мегрелии периода правления Шамадавле встречаются в записях европейцев, посещавших тогда Грузию. Они свидетельствуют об экономическом, социальном и моральном упадке раздираемых междоусобицами грузинских княжеств. Шамадавле упоминается как неназванный сын мегрельского правителя (Bendia, Rex Mingraeliae cum suo filio) в переписке на латыни, связанной с готовившимся римским папой Пием II крестовым походом против османов в 1460 году. 5 июля 1474 года венецианец Амброджо Контарини был принят правителем Мегрелии, которого он называет Бендианом. Контарини описал его как красивого мужчину около 50 лет, но был удивлён его манерами «словно сумасшедшего». Год спустя, в июле 1475 года, венецианец обнаружил Мегрелию в беспорядке (Шамадавле к тому времени скончался). Бендиан из этих рассказов является производным словом от бедиани, титула Дадиани, и обозначает в случае Контарини Шамадавле, который действительно умер в 1474 году, о чём сообщает князь Вахушти Багратиони в своей хронике. Шамадавле был похоронен в монастыре Хоби, в усыпальнице рода Дадиани.

## Семья
Шамадавле был женат на некой Анне, которая известна лишь по надписи, впервые опубликованной востоковедом Мари-Фелисите Броссе. У него был сын Липарит II Дадиани, будущий правитель Мегрелии, Шамадавле же наследовал Вамех II Дадиани, его дядя.